# Francesco Mei
Francesco Mei (Bologna, 20 aprile 1981) è un doppiatore italiano.

## Filmografia

### Teatro
- Jacques in Molto Shakespeare per Nulla
- Antonio Salieri in La morte di Mozart

## Doppiaggio

### Cinema
- Amir Talai in Best Player
- Kevin Connolly in Reach Me - La strada per il successo
- Riz Ahmed in Sound of Metal
- James McDougal in Becky (2020)

### Serie televisive
- John Ellison Conlee in Brotherhood - Legami di sangue
- Gustaf Skarsgård in Vikings
- Al Magridal in True Jackson, VP
- Gael García Bernal in Mozart in the Jungle
- Adam Conover in Adam il rompiscatole
- Javier Chou in Una vita
- Adam Fergus e Sammy Sheik in Scandal
- Florist Bajgora in Gangs of London
- Zachary Levi in L'altra Grace
- Matt Borlenghi in Cobra Kai
- Ezra Faroque Khan in The Great
- Samuel West in The Crown
- Scott Karim in Halo
- Nobuaki Kaneko in Alice in Borderland

### Serie animate
- Yoruichi Shihoin (Forma gatto) e NaNaNa Najahkoop in Bleach
- Minato Namikaze (ep. 246-283 e 436+) in Naruto: Shippuden
- Charlotte Cracker in One Piece
- Ren (2^ voce) in The Ren & Stimpy Show
- Shimokawa in Beelzebub
- Kagemune in Sword Art Online
- Gang Orca in My Hero Academia
- Batto Yobayakawa in Vigilante: My Hero Academia Illegals
- Quarto Dito Di Petelgeuse e Kenichi Natsuki in Re:Zero - Starting Life in Another World
- Kakaricho Komiya in Aggretsuko
- Kiyotaka Ijichi in Jujutsu kaisen - Sorcery Fight
- Kota Hirano in Highschool of the Dead
- Scop in Fire Force
- Taizō Hasegawa in Gintama (2° voce)
- Barone Cheneko in Overlord
- Issei Isagi in Blue Lock
- Koenig in Vita da slime
- Kaiju No. 9 in Kaiju No. 8
- Rudeus Greyrat (ex sé) in Mushoku Tensei
- Liu Siwen in Link Click

### Show televisivi
Ha prestato la voce al pupazzo Tino di Adriana, Tino e me per DeA Junior, condotto da Adriana Cantisani e a DJ Ciuffetto di Radio Crock'n'Dolls, per Super!, con Cristina D'Avena.
- Justin della 13ª Stagione di MasterChef Australia

### Videogiochi
- Rokhan in Warcraft III: The Frozen Throne (2003)
- Michael Desola in Brothers in Arms: Road to Hill 30 (2005)[2]
- Colonnello Dimitri Yusupov e Soldati in Cold Fear (2005)[3]
- Percy in Dark Messiah of Might and Magic (2006)[4]
- Gaz in Call of Duty 4: Modern Warfare (2007)[5]
- Malik Al-Sayf in Assassin's Creed (2007)[6]
- Silas Cobb in BioShock (2007)[7]
- Grendel in La leggenda di Beowulf: Il videogioco (2007)[8]
- Ernie Macmillan e Zacharias Smith in Harry Potter e l'Ordine della Fenice (2007)[9]
- Stefano Kawlata, Conduttore Risciò e Guardia #2 in Chronicles of Mystery - Il rituale dello scorpione (2008)[10]
- Peshy in Haze (2008)[11]
- Zach in Emergency Heroes (2008)[12]
- Makunga in Madagascar 2 (2008)[13]
- Miguel Cabrero in Tom Clancy's Rainbow Six: Vegas 2 (2008)[14]
- Caporale Dunn in Call of Duty: Modern Warfare 2 (2009)[15]
- Andrei Kobin in Tom Clancy's Splinter Cell: Conviction (2010)[16] e Tom Clancy's Splinter Cell: Blacklist (2013)[17]
- Milo Kachinsky in StarCraft II (2010)[18]
- Fidel Castro in Call of Duty: Black Ops (2010)[19]
- Personaggi minori in Assassin's Creed: Brotherhood (2010)[20]
- Jun in Halo: Reach (2010)[21]
- Mustafà, Suleiman e Abraham in Dracula: Origin (2010)[22]
- Adam Jensen in Deus Ex: Human Revolution (2011)[23]
- Durar Hagar, Rikter Outrigger e Jacob in Rage (2011)[24]
- Sakharine/Red Rackam in Le avventure di Tintin - Il segreto dell'Unicorno (2011)[25]
- Henry Blackburn in Battlefield 3 (2011)[26]
- Christian Stevenson in Dirt 3 (2011)[27]
- Lyndon il lestofante in Diablo III (2012)[28]
- Thomas Hickey in Assassin's Creed III (2012)[29]
- Dominic Osmond e personaggi minori in Hitman: Absolution (2012)[30]
- Vaas Montenegro in Far Cry 3 (2012)[31]
- Stan Lee in The Amazing Spider-Man (2012)[32]
- DJ Tunner in Borderlands 2 (2012)[33]
- Tenebra in The Darkness II (2012)[34]
- Il Cancelliere in Darksiders II (2012)[35]
- Thorne in Halo 4 (2012)[36]
- Alpha in Army of Two: The Devil's Cartel (2013)[37]
- Upton Travers in Assassin's Creed IV: Black Flag (2013)[38]
- William Dunn in Battlefield 4 (2013)[39]
- Primo Zelota in BioShock Infinite (2013)[40]
- Bombarolo più pazzo, Mekgeniere Termospin, Mietinemici 4000 e Piegalamiere in Hearthstone: Heroes of Warcraft (2014)[41]
- Delford "Iraq" Wade in Watch Dogs (2014)[42]
- Wyatt in Wolfenstein: The New Order (2014)[43]
- Lyndon il Lestofante in Diablo III: Reaper of Souls (2014)[28]
- Sam in Sunset Overdrive (2014)[44]
- Prophet in Call of Duty: Black Ops III (2015)[45]
- Jun Long e Signor Parker in Fallout 4 (2015)[46]
- Kelly Garcia in Tom Clancy's The Division (2016)[47]
- Rafe Adler in Uncharted 4: Fine di un ladro (2016)[48]
- Adam Jensen in Deus Ex: Mankind Divided (2016)[49]
- L'Origine in Doom (2016)[50]
- Capitano Cole Titanfall 2 (2016)[51]
- Lance Calder in Dead Rising 4 (2016)[52]
- Leonard Snart / Cap. Cold in Injustice 2 (2017)[53]
- Variks in Destiny 2 (2017)[54]
- Wyatt in Wolfenstein II: The New Colossus (2017)[55]
- Imperatore Palpatine in Star Wars: Battlefront II (2017)
- Andre Stickland in Resident Evil 7 (2017)[56]
- Teb in Horizon Zero Dawn (2017),[57] LEGO Horizon Adventures (2024)[58]
- Origine in Fortnite Battle Royale (2017)[59]
- Jonathan Finn in Hidden Agenda (2017)[60]
- Karl Fisher, Rabson e Mark in Call of Duty: World War II (2017)[61]
- Promillo in Dungeons III (2017)[62]
- Marinaio di Seliana in Monster Hunter: World (2018)
- Animatrone pirata e proprietario dell'Eden Club in Detroit: Become Human (2018)[63]
- Electro in Spider-Man (2018)[64]
- Sofocle in Assassin's Creed: Odyssey (2018)[65]
- Prophet/David Wilkes e Diego Necalli in Call of Duty: Black Ops IIII (2018)[66]
- Wendell "Red" Redler in Far Cry 5 (2018)[67]
- Capitan Cold e Conte Vertigo in LEGO DC Super-Villains (2018)[68]
- Cash Guavo in Starlink: Battle for Atlas (2018)[69]
- Socio di Javi in Just Cause 4 (2018)[70]
- Octavio Silva "Octane" in Apex Legends (2019)[71]
- Silantus Metro Exodus (2019)[72]
- Derek Chang e zio di Manny in Tom Clancy's The Division 2 (2019)[73]
- Rain in Mortal Kombat 11 (2019),[74] Mortal Kombat 1 (2023)[75]
- Emmanuel "Manny" Mendez in Days Gone (2019)[76]
- Pinstripe Potoroo e Velo in Crash Team Racing Nitro-Fueled (2019)[77]
- Capo del Team di Devon in F1 2019 (2019)[78]
- Brabus, Williams e Hound Master in Remnant: From the Ashes (2019)[79]
- Egan in Orcs Must Die! 3 (2020)[80]
- Ubba Ragnarsson, Rowan e Magni in Assassin's Creed: Valhalla (2020)[81]
- Castonne e Rovely in Hyrule Warriors: L'era della calamità (2020)[82]
- Dum Dum in Cyberpunk 2077 (2020)[83]
- Ligirone e alcuni soldati in Immortals Fenyx Rising (2020)[84]
- Egan in Orcs Must Die! 3 (2021)[85]
- Zokkah in Horizon Forbidden West (2022)[86]
- Darth Sidious / Imperatore Palpatine in LEGO Star Wars: La saga degli Skywalker (2022)[87]
- Omnis in Vampire: The Masquerade - Bloodhunt (2022)[88]
- Agente Sanchez in As Dusk Falls (2022)[89]
- Membri "Los Muertos" #1 e #2 e gemelli in Overwatch 2 (2022)[90]
- Jalal Sehmi in Hogwarts Legacy (2023)[91]
- Drake in Advance Wars 1+2: Re-Boot Camp (2023)[92]
- Joe Creelman in Redfall (2023)[93]
- Niall in Diablo IV (2023)[94]
- Stace, Bardolph, Owain e cardinale dell'ovest in Final Fantasy XVI (2023)[95]
- Brabus in Remnant 2 (2023)[96]
- Steven il regista in Mortal Kombat 1 (2023)[75]
- Lucas in Cyberpunk 2077: Phantom Liberty (2023)[83]
- Mascotte #2 in Spider-Man 2 (2023)[97]
- Prof. Shelley Gordon in Jumanji: Wild Adventures (2023)[98]
- Tongdang in Indiana Jones e l'antico cerchio (2024)[99]
- Abou Samra e Basilico in Batman: Arkham Shadow (2024)[100]
- Voci aggiuntive in Monster Hunter Wilds (2025)
- Duarte De Melo in Assassin's Creed Shadows (2025)[101]